# 괴시
《괴시》(怪屍)는 한국에서 제작된 강범구 감독의 1981년 영화이다. 유광옥 등이 주연으로 출연하였고 정웅기 등이 제작에 참여하였다.

## 출연
- 유광옥 (한국)
- 강명 (중국)
- 박암
- 왕옥환 (중국)
- 홍윤정
- 김왕국
- 신찬일
- 한수
- 박기하
- 배효원
- 김욱
- 백송
- 박달
- 김예성
- 김월성
- 임해림
- 나정옥
- 지방열
- 김수천

## 제작진
- 한림영화주식회사 작품
- 기획: 서림
- 각본: 주동운
- 촬영: 양영길
- 촬영보: 신양균
- 조명: 김연
- 조명보: 박균길
- 미술: 조경환
- 음악: 정민섭
- 녹음: 손인호
- 효과: 손효신
- 편집: 현동춘
- 현상: 세방현상소
- 제작보: 김인기
- 제작주임: 이상열
- 기록: 류우룡
- 제작: 정웅기
- 감독: 강범구